# Bronzfoltos erdeigerle
A bronzfoltos erdeigerle (Turtur chalcospilos) a madarak osztályának galambalakúak (Columbiformes) rendjébe, a galambfélék (Columbidae) családjába és a galambformák (Columbinae) alcsaládba tartozó faj.

## Rendszerezése
A fajt Johann Georg Wagler német ornitológus írta le 1827-ben, a Columba nembe Columba Chalcospilos néven.

## Előfordulása
Kelet- és Dél-Afrikában, Angola, Botswana, Burundi, a Dél-afrikai Köztársaság, Dél-Szudán, Etiópia, Gabon, Kenya, a Kongói Demokratikus Köztársaság, a Kongói Köztársaság, Malawi, Mozambik, Namíbia, Ruanda, Szomália, Szváziföld, Tanzánia, Uganda, Zambia és Zimbabwe területén honos.
Természetes élőhelyei a szubtrópusi vagy trópusi síkvidéki esőerdők, füves puszták, szavannák és cserjések, valamint ültetvények, vidéki kertek és városi régiók. Állandó, nem vonuló faj.

## Megjelenése
Átlagos testhossza 20 centiméter, testtömege 50–71 gramm. A szárnyán zöld irizáló tollak vannak.
|  |

## Életmódja
Magvakkal és más növényi részekkel táplálkozik, de gerincteleneket is fogyaszt, melyet a talajon keresgél.

## Természetvédelmi helyzete
Az elterjedési területe rendkívül nagy, egyedszáma pedig stabil. A Természetvédelmi Világszövetség Vörös listáján nem fenyegetett fajként szerepel.